# Ржавець (Україна)
Ржаве́ць —  село в Україні, у Височанській громаді Харківського району Харківської області. Населення становить 359 осіб. Колишній орган місцевого самоврядування — Яковлівська сільська рада.

## Географія
Село Ржавець знаходиться на правому березі річки Ржавчик, біля від її витоків, нижче за течією на відстані 6 км розташоване місто Мерефа. На річці зроблена велика загата. Село складається з двох частин, рознесених на 1 км. Поруч проходить автомобільна дорога М18 (E105).

## Історія

Ржавець на мапі 1783 року

- 1696 рік - дата заснування[1]. Інша назва села - Саламахівка[2].
- У Великдень 1920 року, мешканці села закидали камінням та вигнали антирелегійну бригаду Пролеткульту, до складу якої входили вчені Леон Андреасов та Микола Барабашов[3].
- 5 листопада 2009 року село було газофіковане[4].